# Quercus bivonana
Quercus bivonana är en bokväxtart som beskrevs av Giovanni Gussone. Quercus bivonana ingår i släktet ekar, och familjen bokväxter.
Artens utbredningsområde är Sicilien. Inga underarter finns listade.